# Barings Bank
Barings Bank byla britská obchodní banka se sídlem v Londýně. Byla jednou z nejstarších anglických obchodních bank (po Berenberg Bank, založené již kolem roku 1590).
Byla založena v roce 1762 Francisem Baringem, britským členem německo-britské rodiny obchodníků a bankéřů Baringů. Banka se zhroutila v roce 1995 poté, co utrpěla ztráty ve výši 827 milionů britských liber v důsledku podvodných investic, především do termínových smluv, které provedl její zaměstnanec Nicholas Leeson, pracující v její kanceláři v Singapuru.

## Historie
Již v roce 1717 založil v Exeteru brémský obchodník Johann Baring (1697–1748) obchodní podnik. Jeho synové se v roce 1762 přestěhovali do Londýna a založili společnost John & Francis Baring & Co. Společnost Baringů se stala v 19. století přední londýnskou bankou. V roce 1803 například banka financovala nákup Louisiany Spojenými státy. V roce 1806 byla společnost přejmenována na Baring Brothers and Company a začala stále více financovat vládní aktivity. Baring pomohl britské vládě financovat napoleonské války a v následujících desetiletích také získal rozsáhlé obchody s francouzskou a ruskou vládou.

### Velká panika v roce 1890
Od roku 1880 banka značně investovala do jihoamerických společností a vydávala dluhopisy jihoamerickým zemím, zejména Argentině. Po prudkém poklesu cen komodit v průběhu roku 1890 však Argentina na konci roku 1890 již nebyla schopna splácet své zahraniční dluhy – Baringům zůstaly bezcenné argentinské dluhopisy v hodnotě 21 milionů liber. Následně se podařilo Bank of England (pod vedením Williama Lidderdalea, který se obával hlubokých důsledků pro celkovou ekonomiku Britského impéria) vytvořit konsorcium více než 100 bank a jednotlivců, které získalo dostatek kapitálu k uspokojení závazků Baring Brothers and Company. Banka vyhlásila bankrot a z konkurzní podstaty byla okamžitě založena společnost Baring Brothers & Co. Ltd., jako akciová společnost, která převzala velkou část předchozího podnikání. Výsledkem této krize ale bylo výrazné snížení britských zahraničních půjček, což přispělo k hospodářským krizím v Jižní Africe, Austrálii a USA v roce 1893.

### Kolaps v roce 1995
Riskantní a nelegální spekulace s úrokovými sazbami a indexy ze strany obchodníka s futures kontrakty Nicka Leesona v Singapuru vedly 26. února 1995 ke ztrátě 1,4 miliardy dolarů, což vedlo k bankrotu Barings Bank. Nizozemská společnost ING Group poté společnost získala 6. března 1995 za symbolickou britskou libru a do roku 2005 provozovala části svého podnikání v oblasti investičního bankovnictví pod značkou ING Barings. V roce 2005 byla ING Barings oddělena jako samostatná společnost a prodána americké životní pojišťovně Massachusetts Mutual Life Insurance Company pod názvem Baring Asset Management.